# 카랑게탕산

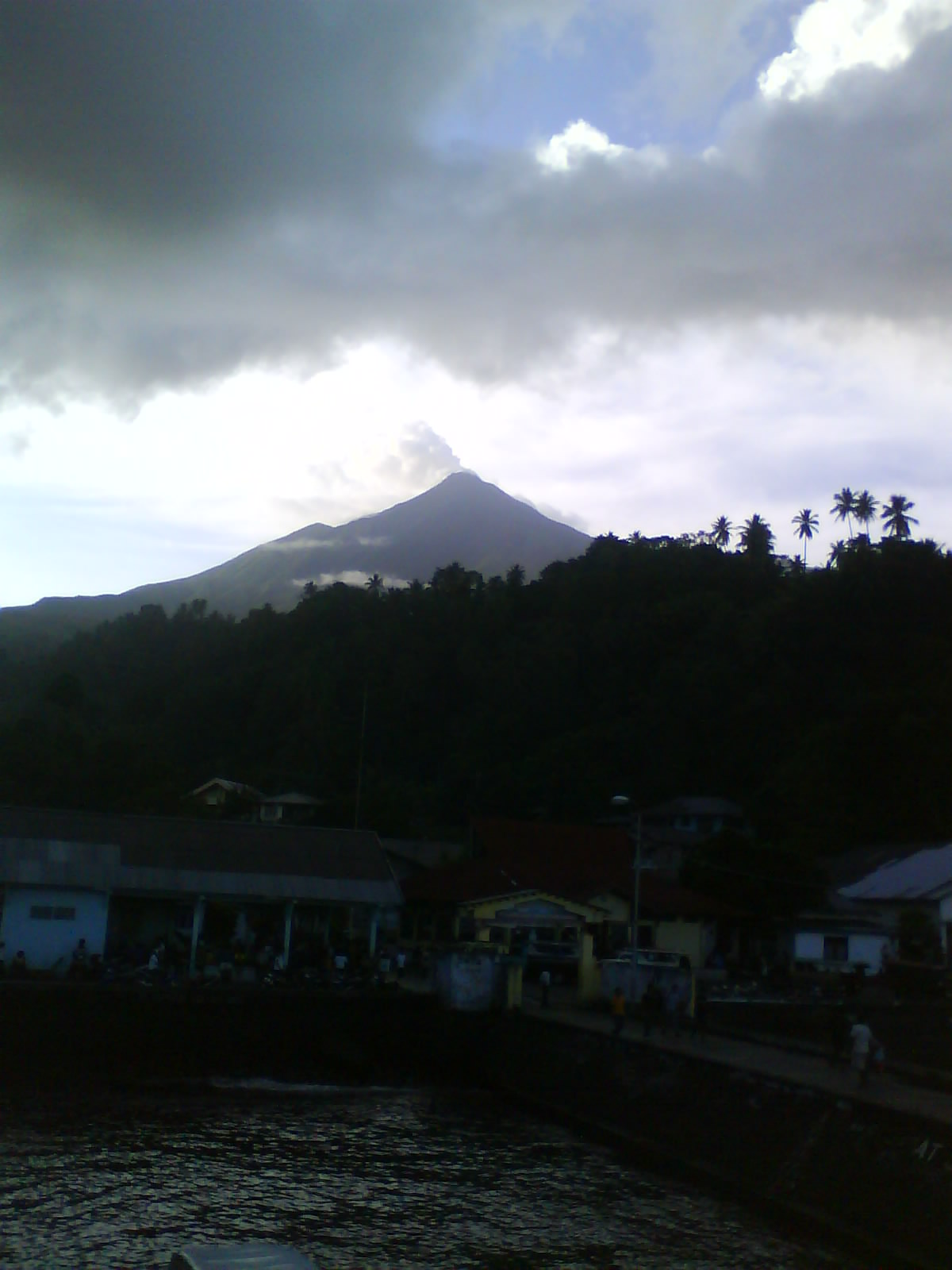

카랑게탕산(인도네시아어: Gunung Karangetang)은 인도네시아의 시아우섬에 있는 화산으로, 활화산이다. 이 화산은 아주 활동적인 성층 화산으로, 지금도 분화하고 있다.
분화구는 2개이며, 아직도 증기가 나온다.